# エキセントリック (機械要素)

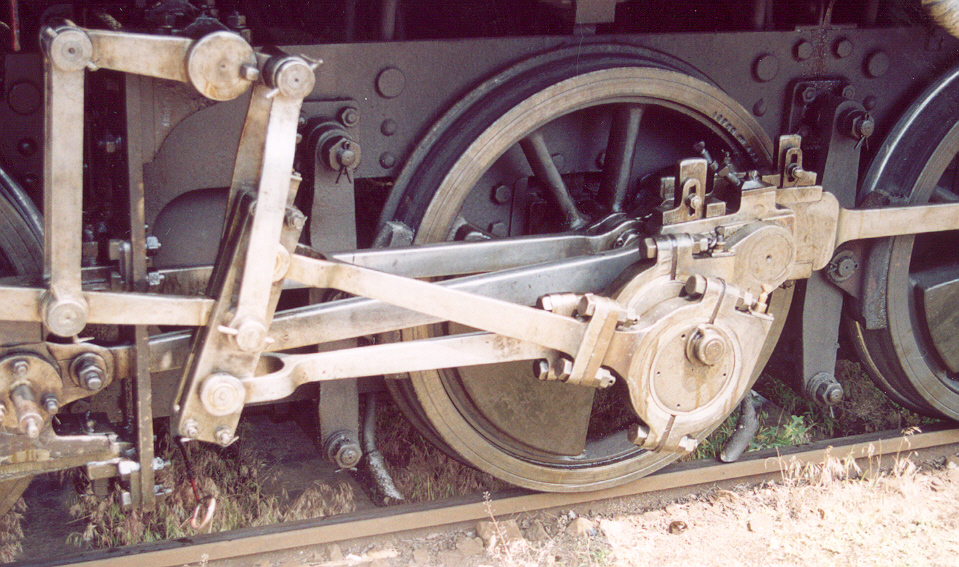
スチーブンソン式弁装置を持つ蒸気機関車での例
（エキセントリックロッド）

エキセントリック（英語: eccentric）とは、回転する軸に軸と中心をずらして円形のディスク（エキセントリック・シーブ eccentric sheave）を堅固に固定した機械要素である。eccentricという英単語の「偏心した」という意味に由来している。蒸気機関車においてよく用いられており、回転運動を直線往復運動に変換して、弁装置やポンプを駆動する。リターンクランクも全く同様の働きをするが、リターンクランクは回転軸の末端か車輪の外側にしか取り付けることができないのに対して、エキセントリックは車輪の間の軸そのものに取り付けることもできるという点が異なっている。同じように回転運動を直線運動に変換する機械要素で、ほとんどいかなる加減速度にでも変換できるカムとは違い、エキセントリックやリターンクランクは回転運動を単振動に変換できるのみである。

## 原理
エキセントリックの動作説明図を示す。シーブは回転軸と中心をずらして接続されているので、軸が回転するにつれてシーブの中心点が軸の周囲を周回する。シーブの周囲には溝が付けられており、エキセントリック・ストラップ（eccentric strap）という円形のつば（鍔）がはめこまれている。シーブとストラップは互いにはめ込まれているだけで固定されていないので、自由に回転することができる。このストラップにエキセントリック・ロッドが接続され、エキセントリック・ロッドの反対側がガイド付きのロッドにつながれている。シーブが回転軸の周囲を周回するにつれてストラップも上下左右に動くが、エキセントリック・ロッドの先はガイド付きのロッドに接続されているので、上下方向の動きはストラップのシーブに対する回転とエキセントリック・ロッドの首振りで吸収されて、左右方向の動きだけがロッドに伝達される。結果として、回転軸の1回転につきロッドは1回の往復運動をすることになる。

## 自転車への適用
タンデム自転車におけるタイミングチェーンやシングルスピードにおけるリアディスクブレーキやハブギアと共に、ボトムブラケットをわずかに前後に動かすことができるようにしてチェーンの張りを適度に保つ部品を指す用語としても使われている。
これらの部品は、ボトムブラケットシェルに通されたくさびや位置決めねじ、またはボトムブラケットシェルを締めているピンチボルトによって位置を保たれている。